# Kromfohrländer
Der Kromfohrländer ist eine von der FCI anerkannte deutsche Hunderasse (FCI-Gruppe 9, Sektion 10, Standard Nr. 192). Seit Oktober 2012 wird er vom AKC im Hinblick auf eine mögliche Anerkennung im Foundation Stock Service geführt.

## Herkunft und Geschichtliches
Der Kromfohrländer ist eine der jüngsten deutschen Hunderassen. Die Erstzüchterin, Ilse Schleifenbaum, wohnte bei Siegen im südlichen Nordrhein-Westfalen nahe der Gemarkung „Krom Fohr“, was auf Hochdeutsch „krumme Furche“ heißt. So entstand der Name Kromfohrländer. Die Idee entstand etwa im Jahre 1945, als Schleifenbaum einen streunenden Hund, vermutlich einen Griffon-Vendéen-Rüden, aufnahm, der durchziehenden GIs entlaufen war. Bei der Verpaarung mit einer Foxterrierhündin entstand ein sehr homogener Wurf, der dazu ermutigte, weitere Verpaarungen zu versuchen. So wurden ab 1946 gezielt die Nachkommen dieser beiden Elterntiere durch Inzucht weiter miteinander verpaart (Hybridzucht) und es wurde mit diesen Tieren weitergezüchtet, bis der Phänotyp sich stabilisierte und so der Grundstock für eine neue Rasse entstand.
Die Rasse wurde 1955 vom Verband für das Deutsche Hundewesen und der Fédération Cynologique Internationale anerkannt.
1960 wurde in diese Rasse nochmals ein Foxterrier eingekreuzt und die resultierenden Hybridhunde für die Weiterentwicklung der Rasse verwendet. Der Rassezuchtverein der Kromfohrländer (RZV) sieht in der Reinzucht der Rasse das oberste Ziel seiner Zuchtarbeit.
Außerhalb der vom VDH anerkannten Zucht existiert seit 2012 der Verein ProKromfohrländer e.V., der neben der Reinzucht der Kromfohrländer ein Einkreuzprojekt mit Dansk-Svensk-Gardhunden durchführt. Das Ziel ist dabei, Erbkrankheiten zurückzudrängen, den Inzuchtkoeffizienten zu senken und die genetische Vielfalt in der Rasse zu erhöhen. Weiterhin gibt es den „Verein Rauhaarige Kromfohrländer“ (VRK), der ein Einkreuzprojekt mit Mischlingen verfolgt.

## Beschreibung
Es gibt zwei verschiedene Varietäten dieses bis 46 cm großen und bis 16 kg schweren Hundes, die durch die Haarart bestimmt werden: Rauhaar und Glatthaar
- Rauhaar: Dichte, raue Textur, mit Bart, Unterwolle kurz und weich. Haarlänge am Widerrist und auf dem Rücken nicht länger als 7 cm. An den Seiten kürzer.
- Glatthaar: Dichte, weiche Textur, ohne Bart. Haar gut am Körper anliegend, Unterwolle kurz und weich.

Die Farbe ist weiß; hellbraune, rotbraune bis stark dunkelbraune Abzeichen in Form von verschieden großen Flecken oder als Sattel. Die Ohren sind seitlich hoch angesetzte, nicht oberhalb des Schädeldaches gefaltete Kippohren; von dreieckiger Form mit abgerundeten Spitzen.
Gelegentlich kommen auch schwarz-weiße Kromfohrländer in den Würfen vor. Diese sogenannte „Fehlfarbe“ wird bei dem RZV bislang von der Zucht ausgeschlossen. Bei dem Verein ProKromfohrländer werden die schwarz-weißen Kromfohrländer in der Zuchtpopulation belassen, um den Genpool nicht noch weiter einzuengen. Ebenso verhält es sich bei Kromfohrländern mit einem oder zwei Stehohren, welche auch immer wieder einmal vorkommen.
Im Rassestandard wird der Kromfohrländer beschrieben als anpassungsfähiger, lernfähiger und temperamentvoller, gegenüber Fremdpersonen zurückhaltender Begleit- und Haushund mit geringem Jagdtrieb.

## Krankheiten
Beim Kromfohrländer treten gehäuft Fälle von Epilepsie auf. Der RZV der Kromfohrländer schreibt in einem entsprechenden Merkblatt: „Es ist sicher, dass die idiopathische Epilepsie eine Erbkrankheit ist.“ Sowohl der RZV als auch der Verein ProKromfohrländer bekämpfen die Epilepsie im Rahmen der Zuchtlenkung mit einem entsprechenden Genotypverfahren.
Kromfohrländer sind außerdem betroffen von einer erblichen Form der Hyperkeratose der Ballen (corny feet, hereditary footpad hyperkeratosis HFH). Beide Zuchtverbände unterziehen ihre Zuchthunde einem entsprechenden Gentest. Anlageträger dürfen nur mit freien Hunden für diese Erbanlage verpaart werden.
Erst nach 2015 wurden Arbeiten veröffentlicht, in denen die (erbliche) Von-Willebrand-Krankheit Typ I im Zusammenhang mit der Rasse des Kromfohrländers gebracht wurde. Ein entsprechender Gentest ist verfügbar und für Zuchttiere bei dem Verein ProKromfohrländer Pflicht. Neuere Quellen bestätigen, dass auch die Rasse der Kromfohrländer neben dem Dobermann von dieser Erkrankung betroffen ist.
Des Weiteren treten verschiedene Formen der Autoimmunerkrankungen, hämolytische Anämien, hereditärer Katarakt, Patella-Luxation und Ellbogendysplasie in der Rasse auf. An der Universität Bern wird hinsichtlich der ebenfalls beim Kromfohrländer auftretenden Cystinurie ein Forschungsprojekt zur Entwicklung eines Gentests durchgeführt. Das Projekt wird von den Zuchtvereinen unterstützt.
Um erbliche Erkrankungen züchterisch zurückzudrängen, beschließt der RZV der Kromfohrländer seit Anfang der 90er Jahre Zuchtlenkungsmaßnahmen (aktueller Stand: November 2018). Demzufolge darf nicht mit Tieren gezüchtet werden, die von einer vererbbaren Krankheit betroffen sind.